# Maurizio Cattelan

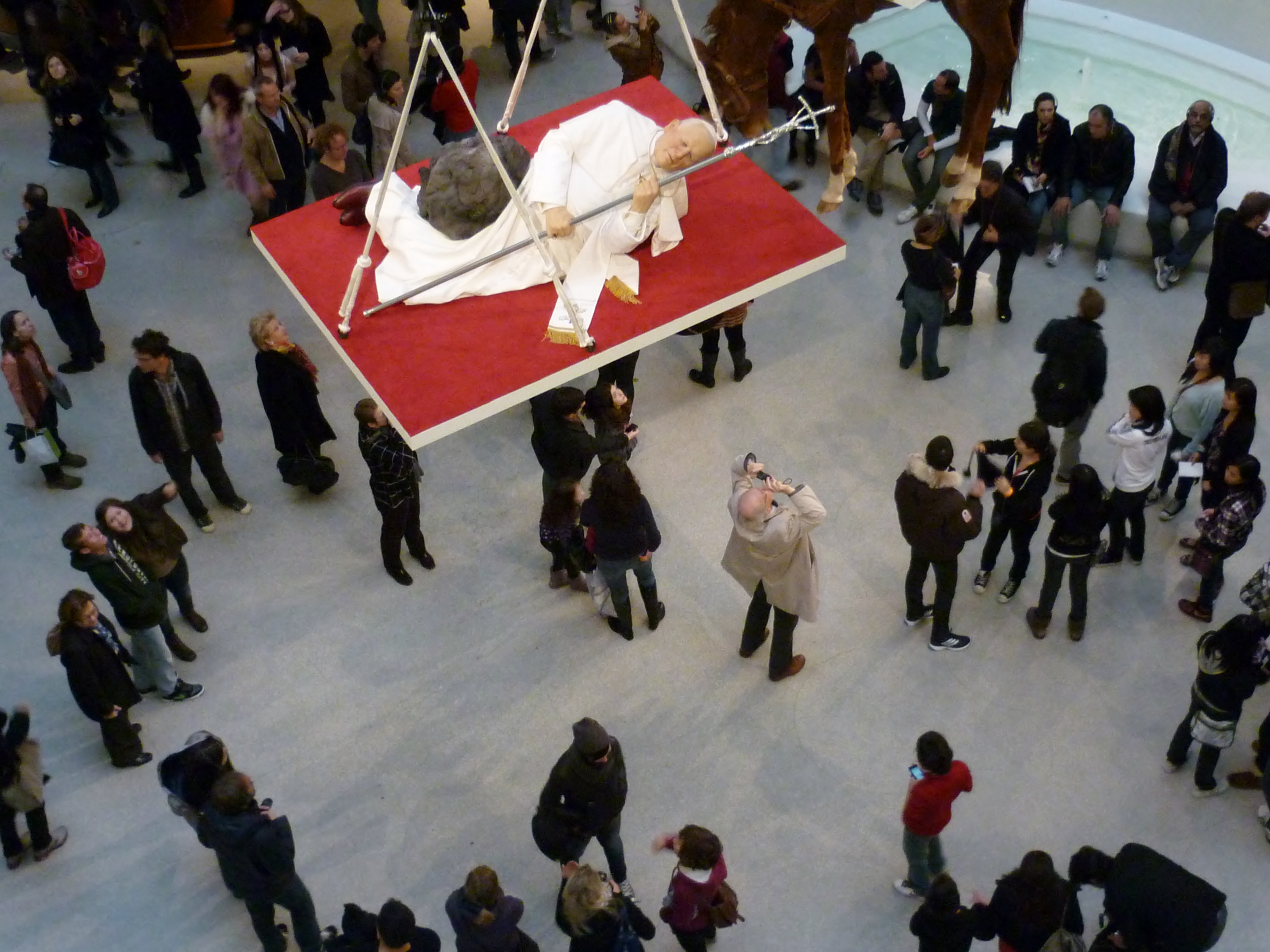
La Nona Ora w Muzeum Guggenheima

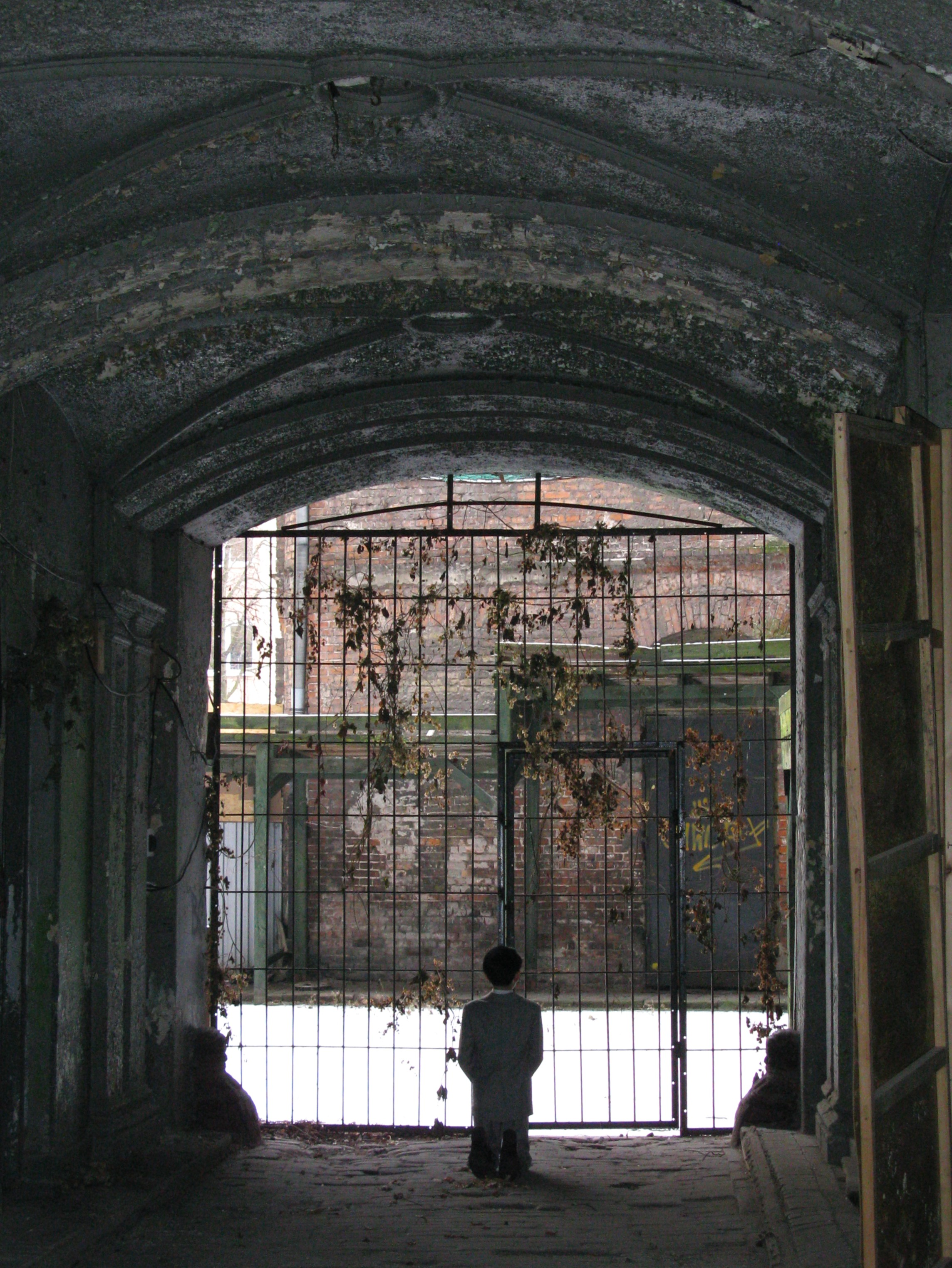
HIM, rzeźba Maurizio Cattelana przedstawiająca modlącego się Adolfa Hitlera, eksponowana na terenie byłego getta warszawskiego przy ul. Próżnej 14

Maurizio Cattelan (ur. 21 września 1960 w Padwie) – włoski rzeźbiarz i twórca instalacji artystycznych, mieszkający w Nowym Jorku. Autor m.in. rzeźby La Nona Ora (1999), instalacji Ballad for Trotzky (1996), Bidibidobidiboo (1996), We are the Revolution (2000) i Now (2004). Jego wystawy indywidualne odbyły się m.in. w Tate Modern (2007), a w Muzeum Guggenheima w Nowym Jorku (2011/2012) miała miejsce jego pierwsza wystawa retrospektywna. Cattelan nie odebrał wykształcenia artystycznego.

## Twórczość
Jego sztuka ma często charakter obrazoburczy i jako taka staje się źródłem kontrowersji; zdarzało się, że prace Cattelana były cenzurowane lub niszczone przez oburzonych widzów. W 2004 roku w centrum Mediolanu pewien mężczyzna próbował zniszczyć instalację bez tytułu, przedstawiającą trójkę dzieci powieszonych na drzewie. Podczas wystawy w warszawskiej Zachęcie rzeźba La Nona Ora, przedstawiająca Jana Pawła II przygniecionego meteorytem została uszkodzona przez posłów ZChN. Artysta chętnie posługuje się autoparodią, a jego dzieła przyjmują formę obrazoburczych żartów, czasem skierowanych również przeciwko artystycznym ikonom lub rynkowi sztuki.
W 2021 stworzył instalację Blind upamiętniającą ofiary zamachów z 11 września 2001.